# Inégalité arithmético-géométrique

Preuve sans mots de l'inégalité arithmético-géométrique en deux dimensions : PR est un diamètre d'un cercle de centre O ; son rayon AO a donc pour longueur la moyenne arithmétique de a et b. Par le théorème de la moyenne géométrique, on trouve aussi que la hauteur GQ a pour longueur la moyenne géométrique de a et b. On a donc bien pour tous a:b, AO ≥ GQ.

Pour les articles homonymes, voir IAG.
En mathématiques, l'inégalité arithmético-géométrique (IAG) établit un lien entre la moyenne arithmétique et la moyenne géométrique. C'est un résultat classique lié à la convexité.

## Énoncé
La moyenne géométrique de {\displaystyle n} réels strictement positifs {\displaystyle x_{1},\,\dots ,\,x_{n}} est inférieure à leur moyenne arithmétique :
avec égalité (si et) seulement si {\displaystyle x_{1}=x_{2}=\dots =x_{n}}.

## Démonstrations
Les deux réels {\displaystyle {\frac {x_{1}+\dots +x_{n}}{n}}} (moyenne arithmétique) et {\displaystyle {\sqrt[{n}]{x_{1}\dots x_{n}}}=(x_{1}\dots x_{n})^{1/n}} (moyenne géométrique) étant strictement positifs, l'inégalité à démontrer équivaut (par croissance stricte du logarithme naturel) à
{\displaystyle \ln \left((x_{1}\dots x_{n})^{1/n}\right)\leqslant \ln {\frac {x_{1}+\dots +x_{n}}{n}},}
ou encore (d'après l'équation fonctionnelle du logarithme) à
{\displaystyle {\frac {\ln x_{1}+\cdots +\ln x_{n}}{n}}\leqslant \ln {\frac {x_{1}+\cdots +x_{n}}{n}}.}
Cette dernière inégalité n'est autre que l'inégalité de Jensen pour des isobarycentres, appliquée à la fonction logarithme, qui est concave.
Le cas d'égalité provient du fait que cette concavité est stricte.
L'inégalité arithmético-géométrique peut également être démontrée comme corollaire de l'inégalité de Muirhead, appliquée aux suites (1,0, … , 0) et (1/n, … , 1/n).
On peut également utiliser les multiplicateurs de Lagrange en étudiant les maximums de la fonction {\displaystyle (x_{1},\ldots ,x_{n})\mapsto x_{1}\,x_{2}\,\cdots \,x_{n}} sur l'ensemble {\displaystyle \{(x_{1},\ldots ,x_{n})\in (\mathbb {R} _{+})^{n}:x_{1}+x_{2}+\cdots +x_{n}=1\}}.

### Preuve de Pólya
George Pólya prouve l'inégalité arithmético-géométrique en utilisant l'inégalité :
{\displaystyle \forall x\in \mathbb {R} \quad \exp x\geqslant 1+x.}
On considère ensuite a1, a2, ..., an des nombres réels strictement positifs. On pose ensuite :
{\displaystyle A={\frac {1}{n}}\sum _{k=1}^{n}a_{k},\ G=\left(\prod _{k=1}^{n}a_{k}\right)^{\frac {1}{n}}.}
On utilise l'inégalité ci-dessus pour les nombres ak/A, ce qui donne :
{\displaystyle {\frac {a_{k}}{A}}\leqslant \exp \left({\frac {a_{k}}{A}}-1\right)}
dont le produit donne :
{\displaystyle {\frac {\prod _{k=1}^{n}a_{k}}{A^{n}}}\leqslant \exp \left({\frac {1}{A}}\sum _{k=1}^{n}a_{k}-n\right)}
soit
{\displaystyle {\frac {G^{n}}{A^{n}}}\leqslant \exp \left(n-n\right)=1,}
ce qui permet de conclure. On remarque alors qu'on atteint l'égalité s'il y a égalité dans chacune des inégalités précédentes, donc si les ai sont tous égaux (à A).

### Preuve d'Aizer
Horst Aizer donne cette preuve : soit f une fonction réelle continue telle qu'il existe x0 vérifiant
{\displaystyle \forall x>x_{0},\ f(x)>f(x_{0})\ \mathrm {et} \ \forall x<x_{0},\ f(x)<f(x_{0}).}
On a alors :
{\displaystyle \int _{x_{0}}^{x}f(t)\,\mathrm {d} t\geqslant \int _{x_{0}}^{x}f(x_{0})\,\mathrm {d} t=(x-x_{0})f(x_{0}).}
On applique ce résultat à f(t) = –1/t :
{\displaystyle \int _{x_{0}}^{x}{\frac {\mathrm {d} t}{t}}\leqslant {\frac {x-x_{0}}{x_{0}}}.}
On en déduit
{\displaystyle {\frac {1}{n}}\sum _{i=1}^{n}\int _{x_{0}}^{a_{i}}{\frac {\mathrm {d} t}{t}}\leqslant {\frac {1}{n}}\sum _{i=1}^{n}{\frac {a_{i}-x_{0}}{x_{0}}}.}
soit
{\displaystyle \ln {\frac {\prod _{i=1}^{n}a_{i}^{\frac {1}{n}}}{x_{0}}}\leqslant {\frac {1}{nx_{0}}}\sum _{i=1}^{n}a_{i}-1}
donc ln(G/x0) ≤ A⁄x0 – 1.
Considérer x0 = A ou G permet de conclure.

### Preuve de Schlömilch
Oskar Schlömilch donne une preuve élémentaire.
On considère l'identité :
{\displaystyle (1-z)^{2}(1+2z+3z^{2}+...+nz^{n-1})=1-(n+1)z^{n}+nz^{n+1}.}
qu'on peut obtenir en dérivant l'expression 1 – zn+1/1 – z de deux façons différentes.
Le membre de gauche est positif pour z positif.
On a donc, pour z positif :
{\displaystyle 1+nz^{n+1}\geqslant (n+1)z^{n}}
avec égalité en z = 1.
La substitution {\displaystyle z^{n+1}=x/y} donne
{\displaystyle nx+y\geqslant (n+1)(x^{n}y)^{\frac {1}{n+1}}}
avec égalité si et seulement si x = y.
On retrouve alors une inégalité arithmético-géométrique pondérée.
On finit par récurrence sur n pour conclure.

### Preuve matricielle
Fergus Gaines donne une preuve reposant sur une inégalité de Schur qui stipule que, pour une matrice carrée M de valeurs propres λ1, λ2, ... , λn :
{\displaystyle \sum _{k=1}^{n}|\lambda _{k}|^{2}\leq \sum _{i,j=1}^{n}|a_{i,j}|^{2},}
avec égalité si et seulement si M est normale.
Appliquée à la matrice
{\displaystyle M={\begin{pmatrix}0&{\sqrt {a_{1}}}&0&\ldots &0\\0&0&{\sqrt {a_{2}}}&\ldots &0\\\vdots &\vdots &\ddots &\ddots &\vdots \\0&0&0&\ldots &{\sqrt {a_{n-1}}}\\{\sqrt {a_{n}}}&0&0&\ldots &0\end{pmatrix}}}
et en remarquant que Mn = √a1…an In, les valeurs propres de M sont {\displaystyle \lambda _{k}={\rm {e}}^{\frac {2{\rm {i}}k\pi }{n}}\left(a_{1}a_{2}...a_{n}\right)^{\frac {1}{2n}}.}
L'inégalité de Schur donne directement l'inégalité arithmético-géométrique, avec égalité si et seulement si diag(a1, a2, … , an) = diag(an, a1, … ,  an–1), c'est-à-dire lorsque les ai sont tous égaux.

## Généralisations

### Pondération
L'inégalité arithmético-géométrique se généralise aux moyennes pondérées arithmétique et géométrique :

Si {\displaystyle x_{1},\ldots ,x_{n}\geqslant 0} et {\displaystyle \alpha _{1},\ldots ,\alpha _{n}>0} alors, en notant {\displaystyle \alpha =\alpha _{1}+\ldots +\alpha _{n}} :
{\displaystyle {\sqrt[{\alpha }]{x_{1}^{\alpha _{1}}\ldots x_{n}^{\alpha _{n}}}}\leqslant {\frac {\alpha _{1}x_{1}+\ldots +\alpha _{n}x_{n}}{\alpha }},}
avec égalité si et seulement si tous les {\displaystyle x_{k}} sont égaux.

En effet, en supposant sans perte de généralité qu'aucun {\displaystyle x_{k}} n'est nul et en notant {\displaystyle t_{k}:=\alpha _{k}/\alpha } (strictement positifs et de somme {\displaystyle 1}), l'inégalité équivaut (voir supra) à
{\displaystyle t_{1}\ln x_{1}+\dots +t_{n}\ln x_{n}\leqslant \ln(t_{1}x_{1}+\dots +t_{n}x_{n})},
qui n'est autre que l'inégalité de Jensen générale pour la fonction (concave) logarithme, et le cas d'égalité provient de la stricte concavité.

### Inégalité de Maclaurin
On peut également généraliser l'inégalité arithmético-géométrique en remarquant que la moyenne arithmétique correspond à la première fonction symétrique élémentaire, et la moyenne géométrique à la dernière. L'inégalité arithmético-géométrique se réécrit :
{\displaystyle {\sqrt[{n}]{\frac {\sigma _{n}}{\displaystyle {\binom {n}{n}}}}}\leqslant {\sqrt[{1}]{\frac {\sigma _{1}}{\displaystyle {\binom {n}{1}}}}}}
Et on peut généraliser :
{\displaystyle {\sqrt[{n}]{\frac {\sigma _{n}}{\displaystyle {\binom {n}{n}}}}}\leqslant {\sqrt[{n-1}]{\frac {\sigma _{n-1}}{\displaystyle {\binom {n}{n-1}}}}}\leqslant \dots \leqslant {\sqrt[{1}]{\frac {\sigma _{1}}{\displaystyle {\binom {n}{1}}}}}}
soit 
{\displaystyle {\sqrt[{n}]{x_{1}\dots x_{n}}}\leqslant {\sqrt[{n-1}]{\frac {x_{1}\dots x_{n-1}+\dots +x_{2}\dots x_{n}}{n}}}\leqslant \dots \leqslant {\sqrt {\frac {x_{1}x_{2}+\dots +x_{n-1}x_{n}}{\displaystyle {\binom {n}{2}}}}}\leqslant {\frac {x_{1}+\dots +x_{n}}{n}}}
Ce sont les inégalités de Maclaurin.

## Majoration de l'écart
Il existe une majoration de l'écart entre les deux moyennes:
{\displaystyle 0\leqslant {\frac {x_{1}+\dots +x_{n}}{n}}-{\sqrt[{n}]{x_{1}\dots x_{n}}}\leqslant {\frac {1}{n}}\sum _{1\leqslant i<j\leqslant n}\left({\sqrt {x_{i}}}-{\sqrt {x_{j}}}\right)^{2}} ,
qui est une égalité pour {\displaystyle n=2} :  {\displaystyle {\frac {x+y}{2}}-{\sqrt {xy}}={\frac {1}{2}}({\sqrt {x}}-{\sqrt {y}})^{2}}.
Cette inégalité est une conséquence de l'inégalité de convexité de Vasile Cîrtoaje:
{\displaystyle (n-2)\sum _{i=1}^{n}f(a_{i})+nf\left({\frac {1}{n}}\sum _{i=1}^{n}a_{i}\right)\geqslant 2\sum _{1\leqslant i<j\leqslant n}f\left({\frac {a_{i}+a_{j}}{2}}\right)}
pour une fonction {\displaystyle f} convexe, en prenant {\displaystyle f=\exp } et {\displaystyle a_{i}=\ln x_{i}}.